# Iota Pegasi
Iota Pegasi (ι Peg / 24 Pegasi) es un sistema estelar en la constelación de Pegaso situado a 38,3 años luz del sistema solar.
De magnitud aparente +3,77, ocupa el noveno lugar por brillo en su constelación.
La componente principal del sistema, Iota Pegasi A, es una estrella blanco-amarilla de la secuencia principal de tipo espectral F5V.
Con una temperatura superficial de 6426 K, brilla con una luminosidad 3,3 veces mayor que la luminosidad solar, siendo su diámetro entre un 40% y un 50% más grande que el del Sol.
Gira sobre sí misma con una velocidad de rotación proyectada de 7,5 km/s, implicando que su período de rotación es igual o inferior a 9,6 días.
Tiene una masa de 1,32 masas solares.
A una distancia de 0,119 UA de la componente A —un 30% de la distancia que separa a Mercurio del Sol— orbita Iota Pegasi B, una enana amarilla que, de acuerdo a su espectro, tiene tipo G8V.
Es una estrella menos luminosa que el Sol con una masa de 0,80 masa solares.
Emplea sólo 10 días, 5 horas y 3 minutos en completar una vuelta alrededor de su compañera a lo largo de una órbita prácticamente circular (ε ≈ 0).
El plano orbital está inclinado 77,6º respecto al plano del cielo.
El sistema posee una metalicidad inferior a la solar, siendo su abundancia relativa de hierro entre el 65% y el 89% de la existente en nuestra estrella.
Su edad aproximada es de 2400 - 2500 millones de años.